# Мікаель Ландро
Мікае́ль Ландро́ (фр. Mickaël Landreau; нар. 14 травня 1975 року, Машкуль, Франція) — французький футболіст. Воротар «Бастії», у минулому також збірної Франції.

## Клубна кар'єра
Ландро виріс у футбольній школі «Нанта», довгий час був його основним воротарем. Його дебют припав на матч з «Бастією» 1996 року та закінчився внічию 0:0. Через 3 роки голкіпер виграв зі своїм клубом кубок Франції, а через сезон став його дворазовим володарем. 2001 року з «Нантом» здобув чемпіонство Франції.
У сезоні 2005/06 футболіст відіграв свій останній рік у рідному клубі та покинув його у зв'язку із закінченням контракту та бажанням виступати на більш високому рівні. За «Нант» Мікаель провів 335 матчів у чемпіонаті Франції. Ландро підписав чотирирічну угоду зі столичним «Парі Сен-Жермен» і став його капітаном, з тих пір регулярно граючи за парижан.
29 червня 2009 Мікаель перейшов до «Лілля» підписавши трирічний контракт.
На початку 2013 року став гравцем «Бастії», уклавши з корсиканською командою піврічний контракт.

## Міжнародна кар'єра
Ландро провів кілька матчів за молодіжну збірну, у складі якої поїхав на чемпіонат світу 1997 року. За національну команду Ландро провів трохи більше десяти матчів, залишаючись у тіні Фаб'єна Бартеза та Грегорі Купе. Попри це, він узяв собі перший номер на чемпіонаті світу 2006 року, і, хоча не провів там жодного матчу, став срібним призером першості. 2008 року не потрапив у заявку команди на Євро-2008.

## Досягнення
Клубні
- Чемпіон Франції (2):

«Нант»: 2000-01
«Лілль»: 2010-11
- Володар Кубка Франції (3):

«Нант»: 1998-99, 1999-2000
«Лілль»: 2010-11
- Володар Кубку французької ліги (1):

ПСЖ: 2007-08
- Володар суперкубка Франції (2):

«Нант»: 1999, 2001
Національні
- Володар Кубка конфедерацій: 2001, 2003
- Віце-чемпіон світу: 2006

## Статистика
Дані актуальні станом на 7 грудня 2011
| Сезон       | Клуб            | Країна  | Чемпіонат | Чемпіонат | Чемпіонат | Національні кубки | Національні кубки | Європейські кубки | Європейські кубки | Європейські кубки | Франція | Франція | Франція |
| Сезон       | Клуб            | Країна  | Дивізіон  | Матчі     | Голи      | Матчі             | Голи              | Тип               | Матчі             | Голи              |         |         |         |
| ----------- | --------------- | ------- | --------- | --------- | --------- | ----------------- | ----------------- | ----------------- | ----------------- | ----------------- | ------- | ------- | ------- |
| Сезон       | Клуб            | Країна  | Дивізіон  | Матчі     | Голи      | Матчі             | Голи              | Тип               | Матчі             | Голи              | Матчі   | Голи    |         |
| 1996 — 1997 | Нант            | Франція | Ліга 1    | 29        | -         | 1                 | -                 | КІ                | 2                 | -                 | -       | -       |         |
| 1997 — 1998 | Нант            | Франція | Ліга 1    | 33        | -         | 3                 | -                 | ?                 | 2                 | -                 | -       | -       |         |
| 1998 — 1999 | Нант            | Франція | Ліга 1    | 31        | -         | 6                 | -                 | -                 | -                 | -                 | -       | -       |         |
| 1999 — 2000 | Нант            | Франція | Ліга 1    | 33        | -         | 8                 | -                 | КУ                | 6                 | -                 | -       | -       |         |
| 2000–2001   | Нант            | Франція | Ліга 1    | 33        | -         | 9                 | -                 | КУ                | 8                 | -                 | 1       | -       |         |
| 2001 — 2002 | Нант            | Франція | Ліга 1    | 33        | -         | 2                 | -                 | ЛЧ                | 11                | -                 | -       | -       |         |
| 2002 — 2003 | Нант            | Франція | Ліга 1    | 36        | -         | 4                 | -                 | -                 | -                 | -                 | 1       | -       |         |
| 2003 — 2004 | Нант            | Франція | Ліга 1    | 34        | -         | 9                 | -                 | КІ                | 2                 | -                 | -       | -       |         |
| 2004 — 2005 | Нант            | Франція | Ліга 1    | 37        | -         | 5                 | -                 | КІ                | 1                 | -                 | 1       | -       |         |
| 2005 — 2006 | Нант            | Франція | Ліга 1    | 36        | -         | 7                 | -                 | -                 | -                 | -                 | -       | -       |         |
| 2006 — 2007 | Парі Сен-Жермен | Франція | Ліга 1    | 38        | -         | 5                 | -                 | КУ                | 10                | -                 | 2       | -       |         |
| 2007 — 2008 | Парі Сен-Жермен | Франція | Ліга 1    | 38        | -         | 7                 | -                 | -                 | -                 | -                 | 6       | -       |         |
| 2008 — 2009 | Парі Сен-Жермен | Франція | Ліга 1    | 38        | -         | 5                 | -                 | КУ                | 10                | -                 | -       | -       |         |
| 2009 — 2010 | Лілль           | Франція | Ліга 1    | 28        | -         | 2                 | -                 | ЛЄ                | 7                 | -                 | -       | -       |         |
| 2010 — 2011 | Лілль           | Франція | Ліга 1    | 38        | -         | 8                 | -                 | ЛЄ                | 9                 | -                 | -       | -       |         |
| 2011 — 2012 | Лілль           | Франція | Ліга 1    | 16        | -         | 1                 | -                 | ЛЧ                | 5                 | -                 | -       | -       |         |
| Всього      | -               | -       | Ліга 1    | 531       | -         | 82                | -                 | ЛЧ / ЛЄ / КІ      | 73                | -                 | 11      | -       |         |